# Arria
Arria (maggiore) (in latino Arria (maior); ... – 42) è stata una matrona romana, moglie del console Cecina Peto.
È nota soprattutto per la vicenda del suo suicidio. Gli episodi della sua vita sono narrati nelle Lettere di Plinio il Giovane, che riporta la testimonianza della nipote di lei, Fannia.

## Biografia
Narra Plinio che Peto e il figlio caddero insieme gravemente malati. Il ragazzo morì. Arria ne predispose e svolse le esequie da sola, senza informare il marito della disgrazia, affinché egli restasse riguardato e potesse guarire. Quando visitava Peto, Arria mentiva che il fanciullo si stava riprendendo. Se l'emozione era troppo forte, ella usciva e «cedeva al dolore» (se dolori dabat), per poi tornare composta dal marito, «come se avesse lasciato il lutto fuori dalla porta» (tamquam orbitatem foris reliquisset).
Dopo il fallimento della rivolta di Scriboniano contro Claudio in Dalmazia, Peto, che vi era coinvolto, fu condotto prigioniero a Roma. Arria implorò i soldati di essere imbarcata con lui, almeno come sua schiava, avuto riguardo alla dignità consolare del marito. Di fronte al rifiuto, noleggiò una piccola barca da pesca e seguì la nave fino a destinazione. Quando, al cospetto dell'imperatore, la moglie di Scriboniano fu sul punto di compiere una rivelazione, Arria l'attaccò dicendo: «Come posso dare ascolto a te, tra le cui braccia hanno ucciso Scriboniano, mentre tu sei ancora viva?» (Ego te audiam, cuius in gremio Scribonianus occisus est, et vivis?). Plinio interpreta questa frase come sintomo dell'intenzione, già matura, di morire con Peto, che sarebbe stato costretto al suicidio per il suo ruolo nella congiura.
Da tale intenzione i familiari tentarono di dissuaderla. Il genero Trasea Peto le chiese se avrebbe mai voluto che sua figlia, la moglie di lui Arria minore, compisse lo stesso gesto; ma Arria rispose di sì, se ella fosse vissuta tanto a lungo e felicemente con Trasea quanto lei con Cecina (Si tam diu tantaque concordia vixerit tecum quam ego cum Paeto, volo). Quando poi si accorse di essere sorvegliata dai familiari, disse che non potevano impedirle di morire e si scagliò contro il muro, battendo la testa e cadendo svenuta; ripresasi aggiunse: «Vi avevo detto che avrei trovato comunque un modo difficile, se me ne aveste negato uno facile» (Dixeram vobis inventuram me quamlibet duram ad mortem viam, si vos facilem negassetis). Infine, allorché Peto dovette togliersi la vita, vedendolo esitante, Arria prese il pugnale, se lo infisse in petto, lo estrasse e glielo restituì dicendo: «Paete, non dolet» («Peto, non fa male»).
Questa vicenda, che rese nota Arria nell'antichità, è menzionata anche da Cassio Dione. Tacito la ricorda nell'episodio della morte di Trasea, quando questi persuade la moglie Arria minore, che voleva morire con lui, a non seguire l'esempio della madre.

## Influenza nell'arte
La morte di Arria e Peto è stata spesso trasposta nell'arte figurativa d'età moderna, mentre è assente in quella antica.
Il tema è presente nei dipinti di West (1766), Vincent (1785), Bouchet (1802) e Bin (1861); v'è anche il dubbio che il tema di un Tarquinio e Lucrezia attribuito a Tiziano (1515) sia in realtà la vicenda di Arria e Peto. Nella scultura si ricordano i gruppi marmorei di Lepautre (1691-1696) e la terracotta di Nollekens (1771).
Esempi di adattamento in musica sono il Singstück in tedesco Paetus und Arria, pubblicato nel 1786 da Schubart (che lo attribuì ad Anfossi) con testo e aggiunte proprie; la canzone con accompagnamento per tastiera Arria to Paetus di Shield con testo di Thomas Holcroft (1786); l'opera Arria di Staehle (1847).
La vicenda ispirò anche diversi letterati. Persio ad esempio ne trasse dei versi, ormai perduti, e Marziale un epigramma particolarmente significativo nella costruzione della fama di Arria.  Nei Saggi di Montaigne (1580) Arria è ricordata con altre due donne che seguirono il marito nella morte, mentre la tragedia Arria und Messalina di Wilbrandt (1874) contrappone la sua figura a quella della dissoluta moglie di Claudio. Tra le altre trasposizioni letterarie si ricordano: una tragedia in francese di Marie-Anne Barbier, Arrie et Pétus (Parigi, Barbou, 1707); una lirica in tedesco di Johann Heinrich Merck, Pätus und Arria (Freistadt am Bodensee, Perrenon, 1775); una tragedia in cinque atti in inglese di John Nicholson, Paetus and Arria (Londra, Lackington Allen & Co., 1809); un quadro storico in cinque atti in ceco di Josef Wenzig, Arria a Pätus (Praga, Kober, 1872); una tragedia in tre atti in polacco di Józef Kościelski, Arria (Cracovia, Paszkowski, 1874).

## Galleria d'immagini

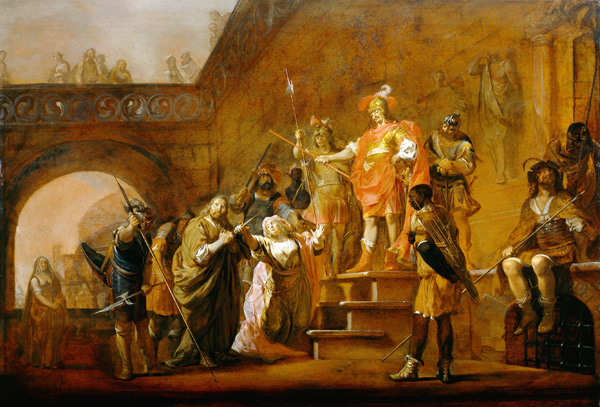
Arria e Peto (Knüpfer, dipinto, anteriore al 1655)
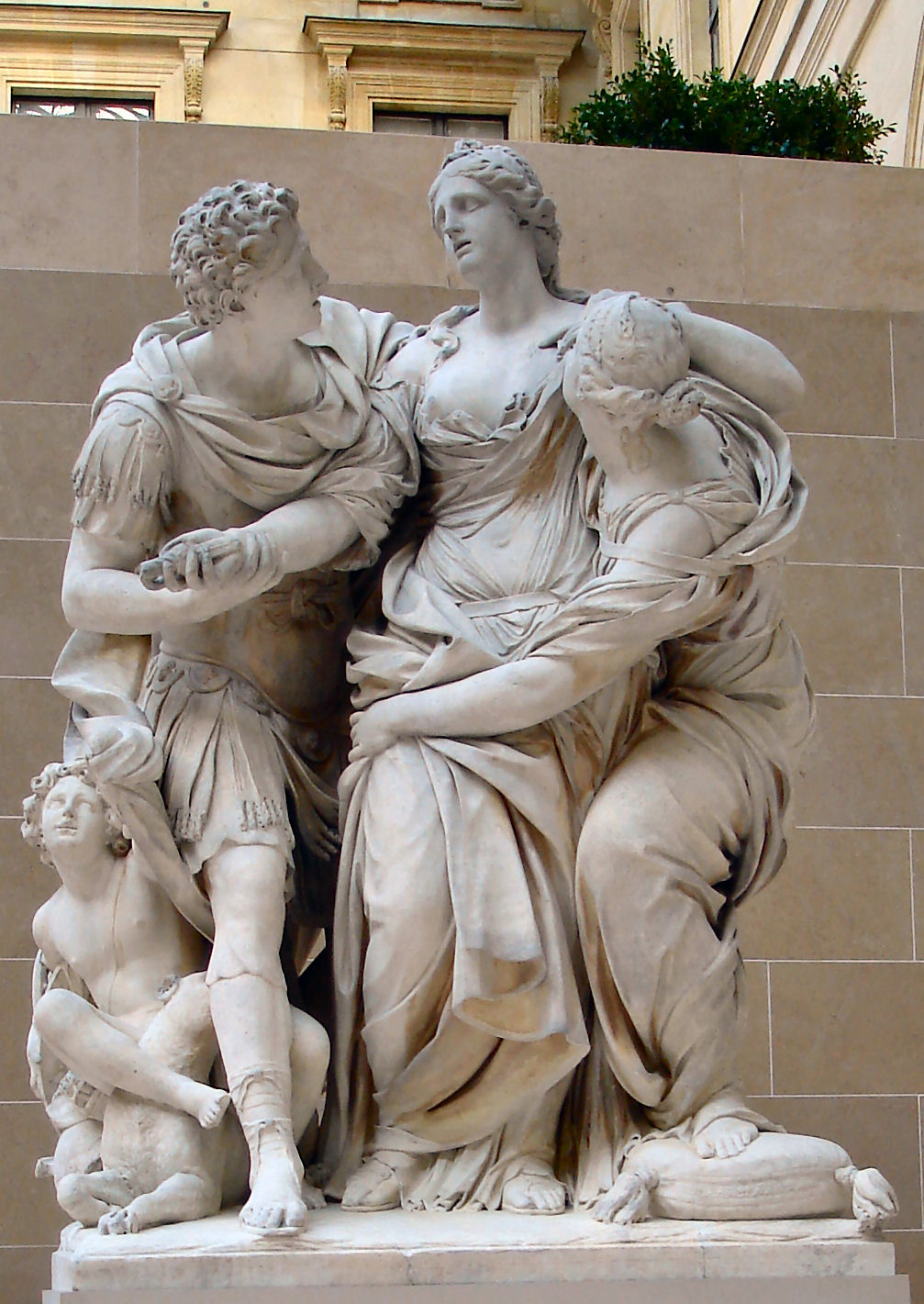
Arria e Peto (Lepautre e Théodon, gruppo marmoreo, 1690 circa)
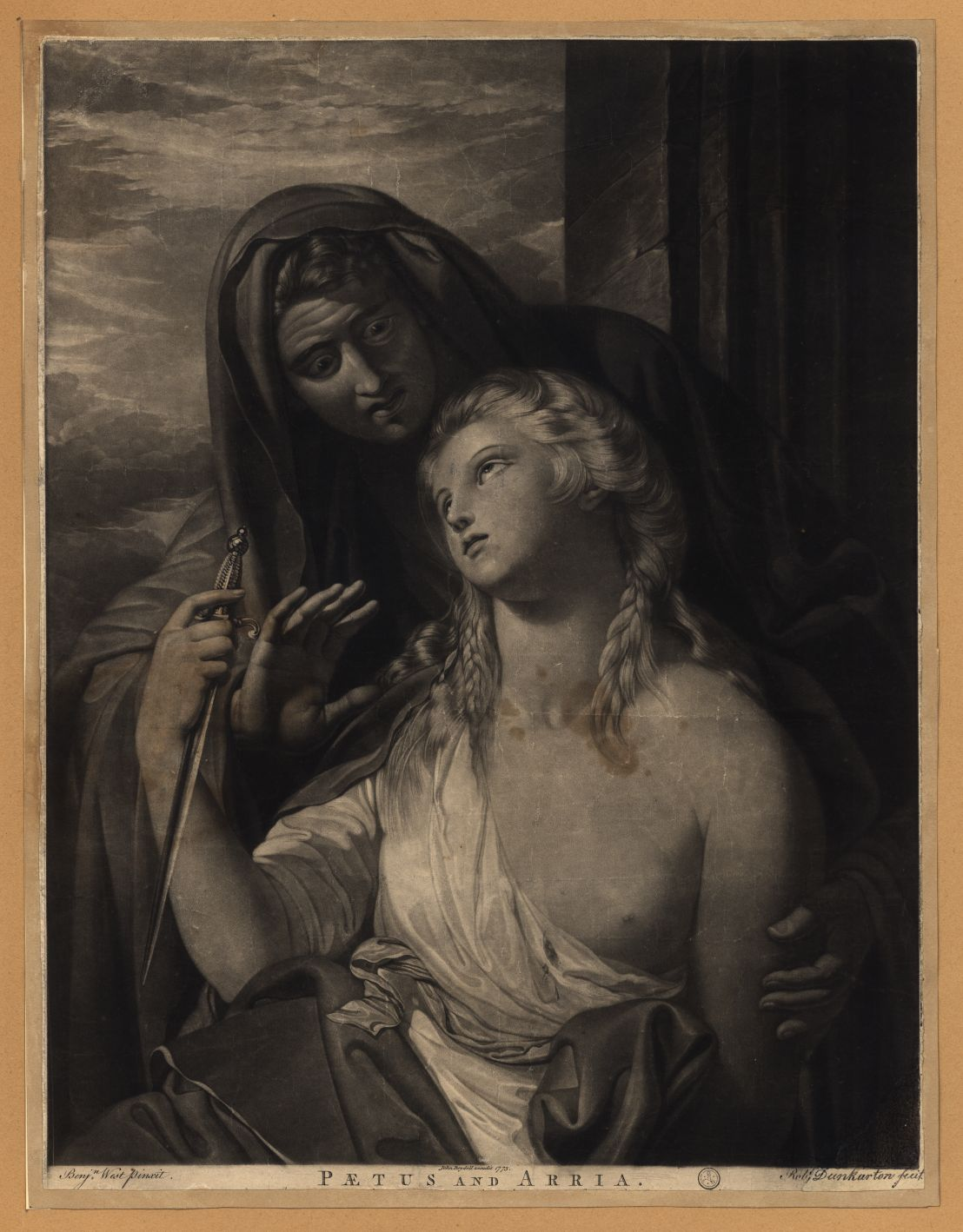
Peto e Arria (Boydell, calcografia da una riproduzione di Robert Dunkarton del dipinto di Benjamin West, 1773)
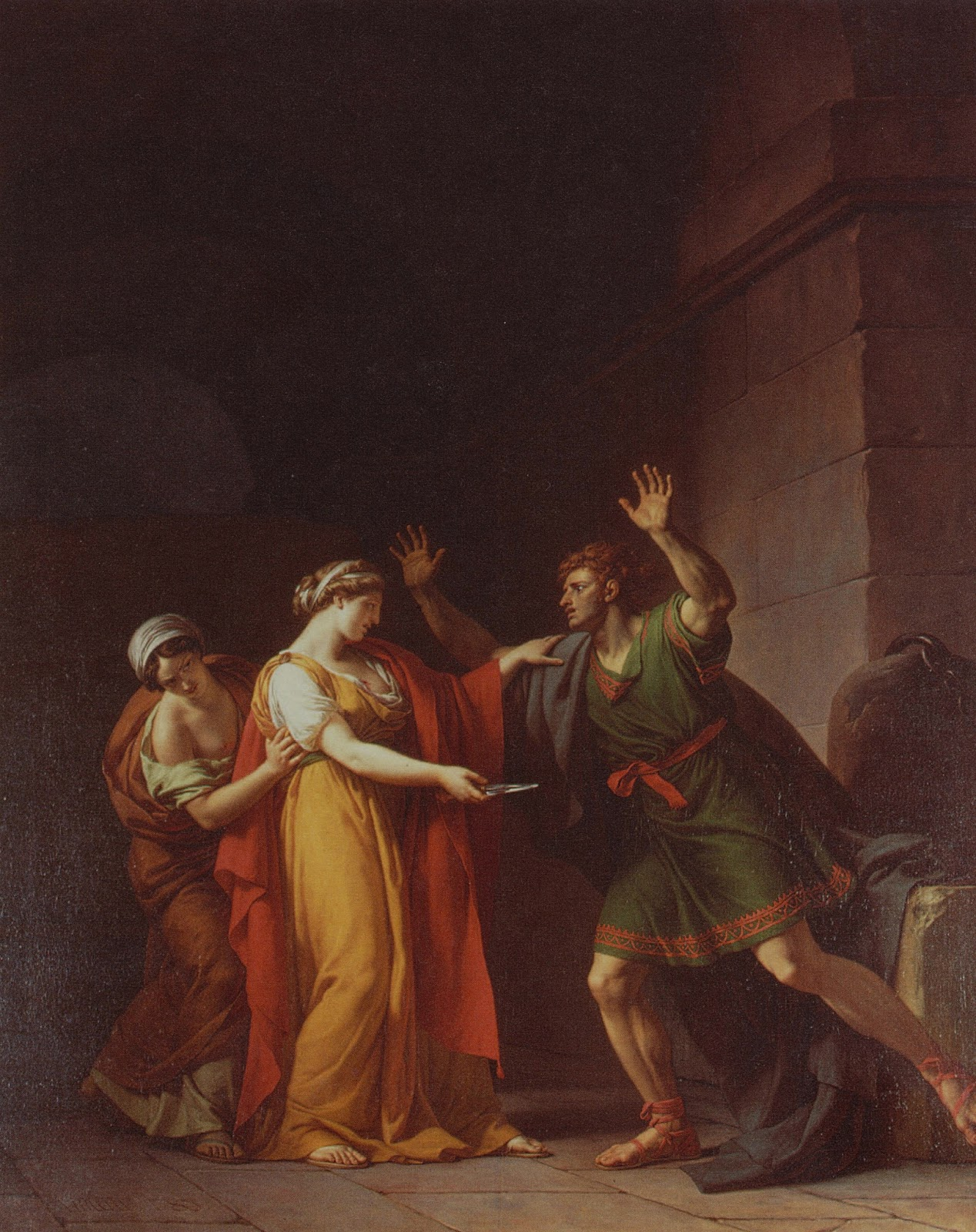
Arria e Peto (Vincent, dipinto, 1785)
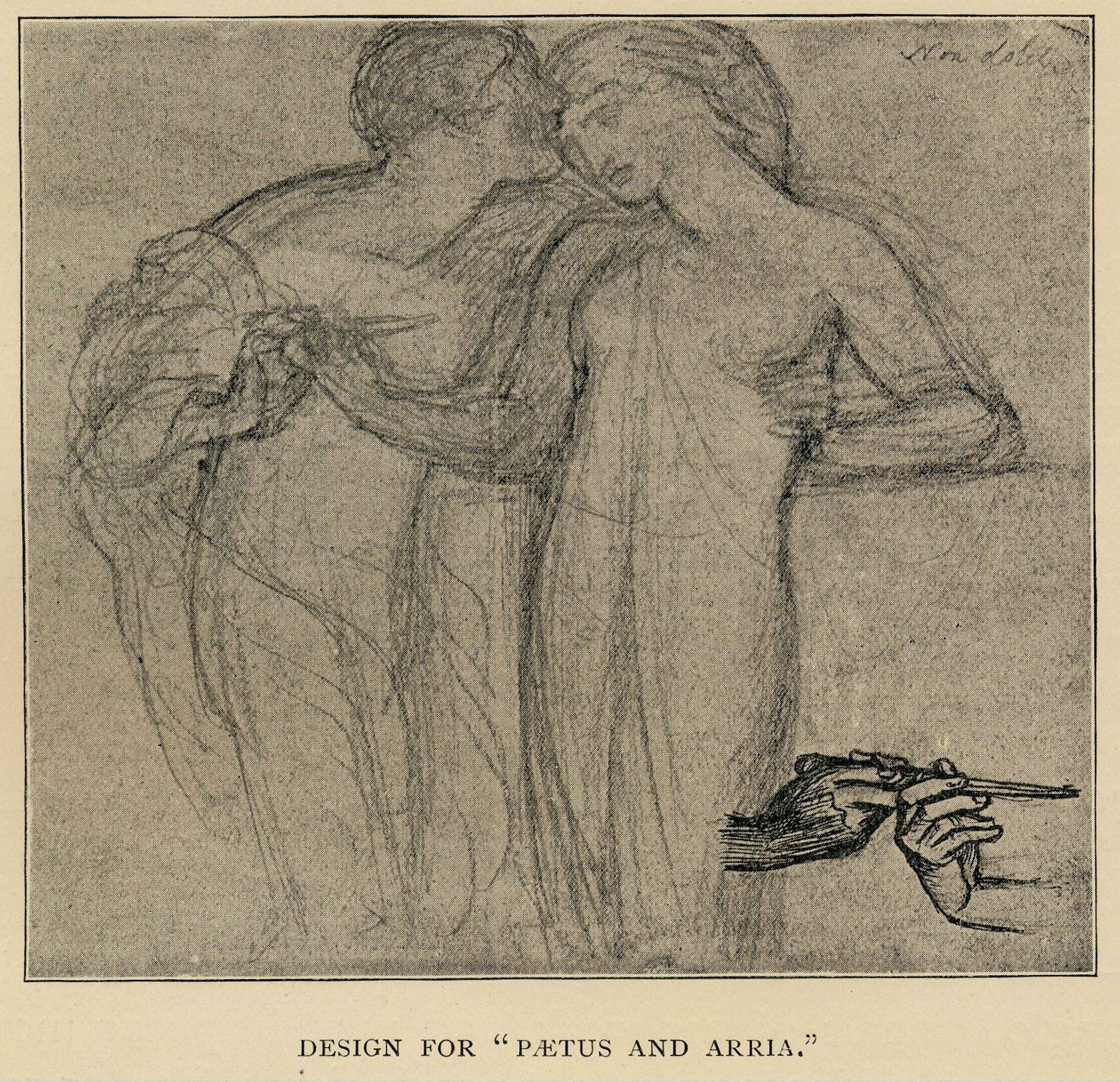
Arria e Peto (Rossetti, schizzo, 1872)
Il Galata suicida è stato confuso in origine con il tema di Arria e Peto[12][13][14]